# Економіка М'янми
М'янма — аграрно-індустріальна країна з перевагою аграрного сектора. Основні галузі промисловості: переробка сільськогосподарських продуктів, текстильна і взуттєва, деревина, мідна, вольфрамова, залізоробна, конструкційних матеріалів, фармацевтична та мінеральні добрива Транспорт — автомобільний, залізничний, річковий, морський. Гол. мор. порт — Янґон. Є внутрішнє і міжнародне авіасполучення. Державна авіакомпанія «Yangon Airways» обслуговує внутрішні лінії, а державна компанія Myanmar Airways International — рейси в інші держави Південно-Східної і Південної Азії. У середині 1990-х років було засновано декілька приватних фірм, літаки яких працюють на лініях, що зв'язують великі міста країни.

## Загальні дані
За даними [Index of Economic Freedom, The Heritage Foundation, U.S.A. 2001]: ВВП — $41 млрд (1993). Темп зростання ВВП — 5 % (тут і далі — 2001). Прямі закордонні інвестиції — $ 131,5 млн. Імпорт — $ 1,2 млрд (г.ч. Сінгапур — 31,2 %; Таїланд — 12,4 %; Японія — 12,3 %; Китай — 9,1 %; Малайзія — 8,0 %). Експорт — $ 746 млн (г.ч. Індія — 13,1 %; Китай — 10,9 %; Сінгапур 9,9 %; Таїланд — 8,2 %). Головна експортна культура — рис.

## Економічна історія
У колоніальний період Бірма стала найбільшим постачальником рису на світовий ринок. Провідну роль в економіці грало сільське господарство, далі слідували лісове господарство і гірництво. Перед початком Другої світової війни в цих трьох секторах створювалося понад 50 % національного прибутку і 2/3 експортної продукції. Військові втрати, розруха і відсутність матеріально-технічної бази привели до спаду економіки, а її відновленню перешкоджали заколоти в післявоєнні роки. До 1949—1950 виробництво в країні скоротилося на 40 % в порівнянні з довоєнним рівнем, а річний експорт рису скоротився з 3 млн до 1 млн т. Наприкінці 1950-х років завдяки восьмирічній програмі розвитку, схваленій урядом У Ну, національний прибуток зріс на 75 % порівняно з показником кінця 1940-х років і на 7 % перевищив довоєнний рівень, а обсяг експорту рису досяг 2 млн т на рік. Однак проголошений в 1962 Не Віном націоналістичний «Бірманський шлях до соціалізму», що передбачав обмеження діяльності не тільки іноземного, але і вітчизняного приватного капіталу, змусив багатьох індійських і китайських підприємців покинути країну. У подальші роки всі банки і зовнішня торгівля перейшли під контроль держави; були націоналізовані провідні змішані компанії, зайняті видобутком нафти і інших корисних копалин, обмежені площі землекористування.
У 1988 уряд М'янми відкрив ряд сфер господарської діяльності для приватного капіталу і залучив зарубіжних інвесторів. За небагато років проведення ринкових реформ темпи економічного зростання становили 4-8 % на рік. Однак із 1993 здійснення реформ загальмувалося. Головними перешкодами на шляху подальших перетворень стали великі військові витрати, посилений контроль держави над економікою, надто слабкий розвиток інфраструктури.
М'янма виробляє 870 МВт електроенергії на ГЕС і ТЕС. У 1992 р. було вироблено 2805 млн кВт·год електроенергії.

## Сільське господарство
Сільське господарство залишається головною галуззю економіки М'янми, в ньому зайняті 2/3 економічно активного населення. 50 % національного прибутку створюється в агровиробництві, його експортна продукція (рис, кукурудза, бобовий, корм для худоби, тютюн і т. д.) формує за вартістю бл. 50 % всього вивозу. Більша частина рису вирощується в дельтах рр. Іраведі і Сітауну. Експорт рису нестабільний і склав за вартістю в 1994—1995 бл. 198 млн дол., в 1995—1996 — 78 млн дол., а у 1996—1997 — 47 млн дол. Крім того, розвинене рибальство і лісове господарство.

## Рибальство
Рибальство. Головним джерелом білків тваринного походження в країні служить риба. Населення здавна віддає перевагу прісноводній рибі, але промисел поступово переміщається в прибережні морські води. Продукція рибальства майже повністю реалізовується в самій країні.

## Лісове господарство
Лісове господарство. Біля половини площі М'янми зайнято лісами (в 1948 — 72 %), причому в країні сконцентровано понад 75 % світових тикових лісів. На початку 1990-х років по темпах використання лісів М'янма займала 3-є місце у світі після Бразилії та Індонезії.

## Легка і харчова промисловість
З обробної найрозвиненіша харчова промисловість (очищення рису, виробництво цукру, масла). Текстильні підприємства випускають бавовняну і шовкову пряжу і тканини. Інші важливі товари місцевого виробництва — тютюнові вироби і мило. Нафтопереробні заводи М'янми забезпечують внутрішній попит на бензин і гас. У основному власними силами задовольняється попит в будівництві на цемент. Після того як у 1989 військові провели ринкові реформи і стимулювали розвиток експортних галузей, в першій половині 1990-х років обробна промисловість мала підйом, але з 1994 стався значний спад темпів зростання.

## ВВП
| Рік  | ВВП     | Курс долара США | Індекс інфляції (2000=100) |
| ---- | ------- | --------------- | -------------------------- |
| 1965 | 7,627   |                 |                            |
| 1970 | 10,437  |                 |                            |
| 1975 | 23,477  |                 |                            |
| 1980 | 38,608  |                 |                            |
| 1985 | 55,988  |                 |                            |
| 1990 | 151,941 |                 |                            |
| 1995 | 604,728 |                 |                            |